# ۱ شب در پاریس
۱ شب در پاریس (به انگلیسی: 1 Night in Paris) فیلمی پورنوگرافی محصول سال ۲۰۰۴ است. این فیلم در سال ۲۰۰۱ با محتوای آمیزش جنسی پاریس هیلتون با دوست پسرش ریک سالومان تصویربرداری شد. این فیلم در ابتدا برای نشر عمومی ساخته نشد. در فیلم‌برداری این فیلم، از یک دوربین ثابت استفاده شده‌است. بخش‌هایی از این فیلم با «تکنیک فیلم در شب» ضبط شده‌است. بخش‌های دیگر این فیلم نیز به صورت عادی و در خانه فیلم‌برداری شده‌است. بخش پایانی این فیلم نیز صحنه آمیزش دهانی پاریس هیلتون برای ریک سالومان است.